# 西岡泉
西岡 泉（にしおか いずみ、1951年 - ）は、日本の知的財産学者・技術経営学者。大阪工業大学知的財産専門職大学院元教授。元神鋼環境ソリューション商品市場・技術開発センター知的財産室長。
専門は、知的財産管理（IPマネジメント・特許情報）・知財戦略・技術経営、化学工学・機械環境工学。

## 略歴
1951年高知県生まれ。1975年大阪府立大学（現：大阪公立大学）工学部化学工学科卒業。同年、神鋼フアウドラー（神戸製鋼と米Pfaudlerとの合弁会社）入社。営業/マーケティング・技術経営管理部門などを経験後、1991年同社特許部門に配属。1997年同社知的財産室長。知的財産管理（IPマネジメント）・知財戦略の業務に従事。2009年神鋼環境ソリューション商品市場・技術開発センター知的財産室長。2012年大阪工業大学知的財産専門職大学院教授。2014年同大学院学生相談担当などを兼務し、2018年大阪工業大学退官。
主な所属学会は、日本知的財産協会、日本ライセンス協会。主な著書は「誰も書かなかった知的財産論22のヒント - 未来知財のために」など。
知的財産学の対外啓蒙活動として「第1回環境テクノフォーラム」2014で講演を行っている。